# Athelstone
Athelstone är en ort i Australien. Den ligger i kommunen Campbelltown och delstaten South Australia, omkring 11 kilometer nordost om delstatshuvudstaden Adelaide. Antalet invånare är 9 290.
Runt Athelstone är det ganska tätbefolkat, med 58 invånare per kvadratkilometer.. Närmaste större samhälle är Adelaide, omkring 11 kilometer sydväst om Athelstone. 
I omgivningarna runt Athelstone växer i huvudsak blandskog. Genomsnittlig årsnederbörd är 593 millimeter. Den regnigaste månaden är juli, med i genomsnitt 95 mm nederbörd, och den torraste är december, med 13 mm nederbörd.